# Бурачок ленський
Бурачок ленський (Alyssum lenense) — вид рослин роду бурачок.

## Поширення
В Україні поширений на Північному сході, вздовж річок Сіверський Донець та Оскіл. Росте на крейдяних оголеннях.
Рішенням Луганської обласної ради № 32/21 від 03.12.2009 р входить в «Офіційний перелік регіонально рідкісних рослин Луганської області».

## Ботанічний опис
Стебло 5-20 см заввишки, галузисте від основи. Рослини опушені відстовбурченими зірчастими волосками. Стебла лежачі або висхідні, безплідні пагони численні, густооблиственні.
Суцвіття — проста волоть. Квітки жовті, довгі, тичинки з 1-2 зубцями. Плоди — стручочки 3-5 мм завдовжки, еліптичні або оберненояйцеподібно-еліптичні, на верхівці виїмчасті.